# Contra (Film)
Contra ist ein deutscher Spielfilm von Sönke Wortmann, der am 28. Oktober 2021 in die deutschen Kinos kam.

## Handlung
Die marokkanischstämmige junge Frau Naima Hamid lebt mit ihrer Mutter und ihren Brüdern in Frankfurt am Main in prekären finanziellen Verhältnissen und mit ungewisser Zukunft bzgl. des Bleiberechts. Als einzige aus ihrem Umfeld nimmt sie ein Studium auf, und zwar in Rechtswissenschaft an der Goethe-Universität. Ihre Bewerbungen für Praktika in großen Kanzleien werden allesamt abgelehnt, sehr wahrscheinlich  wegen ihres ausländisch klingenden Familiennamens.
Als Hamid zu einer Vorlesung zu spät kommt, wird sie von dem für seinen sarkastischen Umgangston bekannten Professor Richard Pohl öffentlich gemaßregelt und dabei in ihren Augen rassistisch beleidigt, was sich aber kurze Zeit später als Missverständnis rausstellt. Als Videos der Szene im Internet auftauchen, drohen ihm ein Disziplinarverfahren und der mögliche Verlust seiner Stelle. Universitätspräsident Alexander Lambrecht schlägt seinem Freund Pohl vor, die Studentin für einen bundesweiten Debattierwettbewerb zu coachen und so seine Aussichten im Disziplinarverfahren zu verbessern. Pohl sieht seine Lage als ausweglos genug an, um den Vorschlag widerwillig anzunehmen, und kann auch Hamid, die anfangs nicht von der Idee angetan ist, dazu überreden, ihre Chancen beim Wettbewerb dadurch erheblich zu verbessern. Dabei verschweigt er Hamid gegenüber das anstehende Disziplinarverfahren.
Das Vorhaben scheint zu gelingen, Hamid kommt durch ihren Ehrgeiz und die Unterstützung des äußerst versierten Juristen im Wettbewerb immer weiter voran. Langsam entwickelt sich eine Art gegenseitiger Wertschätzung bis hin zur Sympathie. So verrät er ihr beispielsweise den persönlichen Trick, dass er tanze, um Lampenfieber vorzubeugen. Kurz vor dem Finale erfährt Hamid durch einen Kommilitonen, dass sie nur benutzt werde, um Pohl vor dem Verlust seiner Professur zu bewahren und das Ansehen der Universität zu sichern. Zutiefst verletzt und empört will sie dem Finale des Wettbewerbs fernbleiben. Erst als ihr Freund und ihre Familie sie davon überzeugen, dass sie die Chance für sich nutzen sollte, revidiert sie ihre Entscheidung, erreicht die Universität aber zu spät. Nur Pohl ist noch im Saal und prognostiziert ihr trotz allem eine große Zukunft als Anwältin. Kurz darauf findet das Disziplinarverfahren statt, in dem erdrückende Beweise gegen Pohl vorliegen. Hamid verschafft sich Zutritt und Gehör und hält ein Plädoyer für ihren Mentor, in dem sie kunstvoll von scheinbar völliger Verurteilung überleitet zum Lob eines unangepassten Menschen, der sie, die Migrantin, ermutigt und gefördert hat.
Am Ende sieht man Hamid als Anwältin kurz vor ihrem ersten Prozess, während sie ihre Nervosität wegtanzt.

## Produktion
Der Film basiert auf dem französischen Spielfilm Die brillante Mademoiselle Neïla (Originaltitel Le brio) von Yvan Attal, der 2018 für einen César in der Kategorie Bester Film nominiert wurde. Für Regisseur Sönke Wortmann stellt dies nach Der Vorname die zweite Neuverfilmung eines französischen Stoffes dar.
Die Dreharbeiten fanden im Sommer 2019 in Köln, Bonn, Berlin und Frankfurt statt und wurden am 9. August 2019 abgeschlossen.
Die Filmmusik komponierte Martin Todsharow. Das Soundtrack-Album mit neun Musikstücken wurde zum Kinostart in Deutschland von Königskinder Music als Download veröffentlicht. Darunter findet sich auch Use Me der deutschen Soul- und R&B-Sängerin Joy Denalane.
Eine erste Vorstellung erfolgte im September 2020 bei der Filmkunstmesse Leipzig. Kurz darauf wurde der Film im Programm des Zurich Film Festivals gezeigt, woraufhin auch der Kinostart im deutschsprachigen Raum vorgesehen war. Aufgrund der COVID-19-Pandemie wurde der Kinostart jedoch zunächst auf den 7. Januar 2021 verschoben, ehe man ihn wieder vorverlegte auf den 24. Dezember 2020 und später wieder verschob auf den 28. Oktober 2021. Am selben Tag kam er in die Schweizer Kinos. Von Ende Mai bis Mitte Juni 2022 wurde er beim German Film Festival in Melbourne gezeigt.

## Rezeption

### Kritiken und Besucherzahlen
Andreas Busche schreibt im Tagesspiegel, natürlich mache man sich automatisch verdächtig, beschuldigte man das Autorenteam, den Rassismus seiner Hauptfigur nicht so vollmundig und blumig wie den edlen Weißwein zu kredenzen, den der Professor mit Kennerblick in seinem Lieblingsrestaurant hinunterstürzt. Bei Contra handele es sich um eine Komödie über Rhetorik, doch darin bestehe auch das Dilemma des Culture-Clash-Humors: „Ernsthaft zur Sache dürfen die Auswüchse des Alltagsrassismus doch nicht gehen, sonst wird es unangenehm.“ So werde Professor Pohl eine tragische Familiengeschichte angedichtet, und dieser Abgesang auf die alten weißen Männer falle altväterlich-versöhnlich aus. Provozieren, ob zur Gegenrede oder zum Nachdenken, lasse sich damit in der Realität des Jahres 2021 sicher niemand mehr, so Busche.

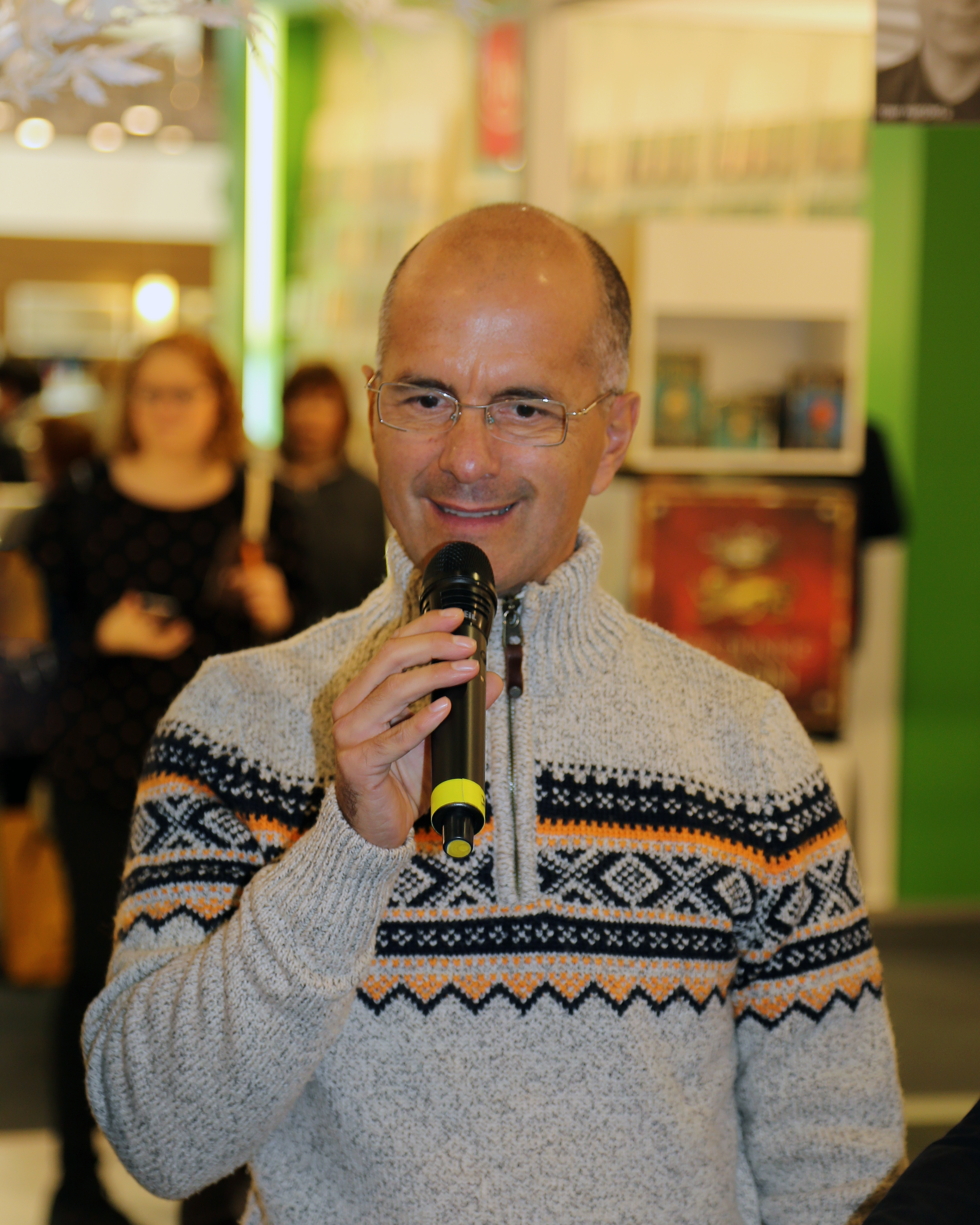
Christoph Maria Herbst spielt Professor Pohl

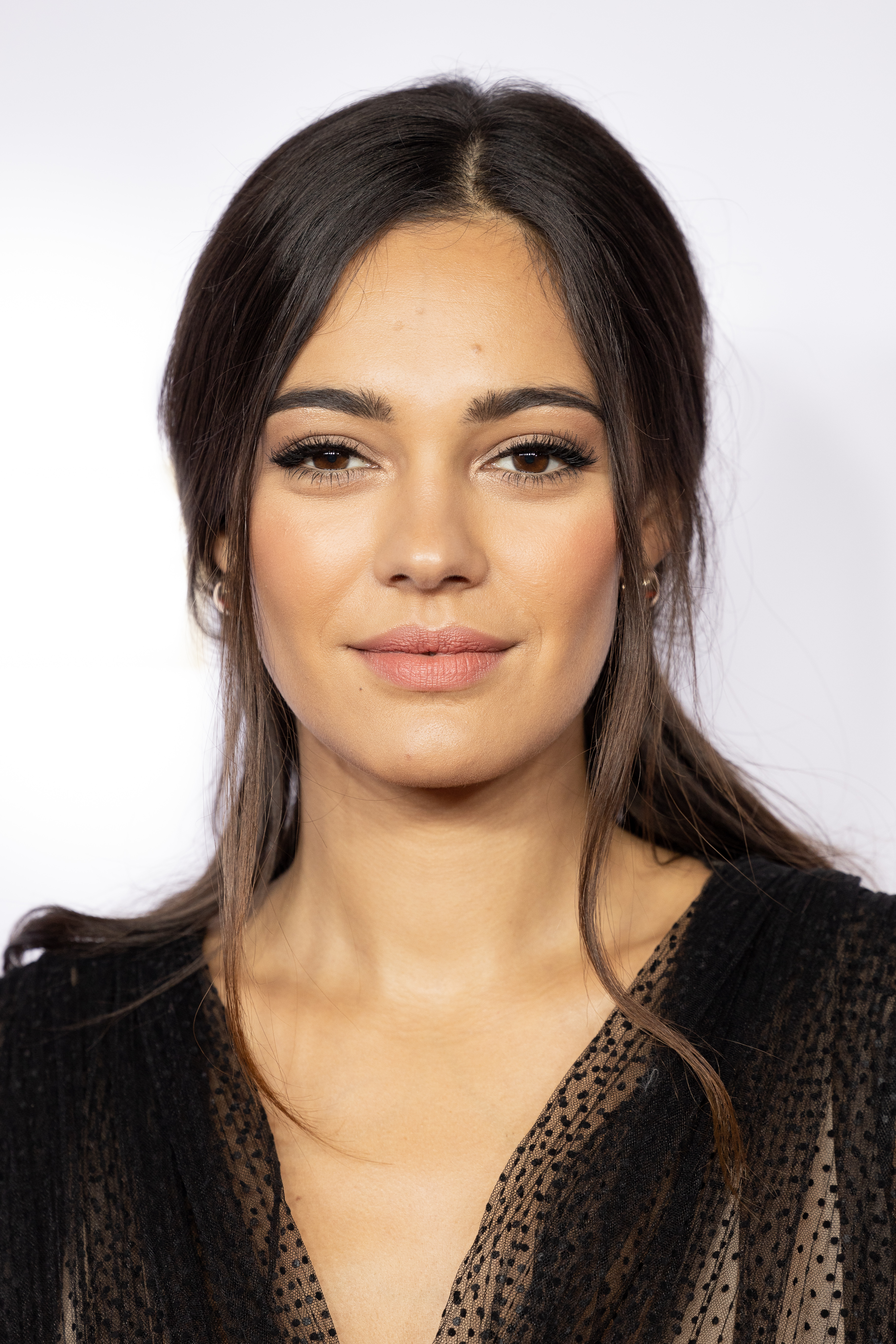
Nilam Farooq spielt Naima

Gaby Sikorski, Filmkorrespondentin der Gilde deutscher Filmkunsttheater, schreibt, Christoph Maria Herbst verfüge wie kaum ein anderer bekannter Schauspieler hierzulande über das Charisma und das Handwerkszeug, um die Rolle von Richard Pohl perfekt zu füllen. Nilam Farooq in ihrer Rolle der Naima beschreibt sie als alles andere als eine „My Fair Lady“. Weder kokettiere sie mit ihrer proletarischen Vergangenheit noch schäme sie sich dafür und ziehe den besserwisserischen Pohl ganz unprätentiös und beiläufig auf ihre Seite. Herbst statte seinen Professor Higgins-Pygmalion mit einer zusätzlichen kräftigen Portion Standesdünkel und dafür mit etwas weniger Misogynie aus. Was diese beiden tollen Darsteller veranstalteten, sei ein schauspielerischer Hochgenuss, so Sikorski.
Thomas Schultze von Blickpunkt:Film schreibt, Contra sei Farooqs persönlicher Triumph und Naima die Rolle, auf die sie gewartet habe. Hier löse sie das Versprechen ein, das sie in vorherigen Auftritten wie in Mein Blind Date mit dem Leben oder Sweethearts gegeben habe. Die Kamera liebe sie, und als Zuschauer könne man sozusagen live miterleben, wie eine junge Schauspielerin zum Star werde.
Die Deutsche Film- und Medienbewertung versah den Film mit dem Prädikat besonders wertvoll. In der Begründung heißt es, die sozialkritische Komödie sei zweifellos auch als Diskussionsanstoß gemeint und einsetzbar. Es komme dem Film zugute, dass er Identifikationsmodelle für unterschiedliche Generationen schaffe. Auch erfahre das Publikum einige interessante Details über Rhetorik, Diskurs und die Kunst der Debatte. Der Film ziele so auf eine Infragestellung monolithischer identitärer Positionen und plädiere für eine Polyphonie der Meinungen. So vermittele Contra auf unterhaltsame Weise ein breites Kaleidoskop sozialer Themen, Probleme und Milieuschilderungen effektiv einem zweifellos großen Zielpublikum. Schauspielerisch werde der Film deutlich von der jungen Nilam Farooq getragen, die ihre Rolle intensiv ausfülle und eine überzeugende „Chemie“ zu dem von Herbst durchaus typisch verkörperten Professor etabliere.
In Deutschland konnte sich der Film mehrere Wochen auf Platz 1 der Arthouse-Kinocharts halten und verzeichnete hier rund 761.000 Besucher.

### Auszeichnungen
Bayerischer Filmpreis 2020
- Auszeichnung in der Kategorie Darstellerin (Nilam Farooq)[15]

Bayerischer Filmpreis 2021
- Nominierung für den Publikumspreis[16]

Civis – Europas Medienpreis für Integration 2022
- Auszeichnung mit dem CIVIS Cinema Award (Sönke Wortmann, Christoph Müller, und Tom Spieß)[17]

Deutscher Filmpreis 2022
- Nominierung als Bester Spielfilm

Ernst-Lubitsch-Preis 2022
- Auszeichnung für die Beste komödiantische Leistung (Nilam Farooq und Christoph Maria Herbst)[18]

Festival des deutschen Films 2022
- Nominierung für den Rheingold Publikumspreis[19]

Filmkunstmesse Leipzig 2020
- Auszeichnung mit dem Publikumspreis[20]